# MTRZ-6223
MTRZ-6223 – typ wysokopodłogowego trolejbusu miejskiego, wytwarzanego w latach 2002–2006 i 2010–2013 w moskiewskich zakładach MTRZ.

## Konstrukcja
MTRZ-6223 to wysokopodłogowy trolejbus z nadwoziem dwuosiowym wywodzący się konstrukcyjnie od modelu ZiU-9. Po prawej stronie znajduje się troje dwupłatowych drzwi składanych. Tylna oś napędzana jest jednym silnikiem prądu stałego. Rozruch silnika następuje poprzez stopniowe zmniejszanie rezystancji oporów rozruchowych lub też poprzez regulację tyrystorów (w prototypowym egzemplarzu podtypu MTRZ-6223S).

## Dostawy
| Państwo        | Miasto           | Lata dostaw    | Liczba | Numery taborowe   |       |
| -------------- | ---------------- | -------------- | ------ | ----------------- | ----- |
| Rosja          | Czeboksary       | 2006–2013      | 17     |                   | [ 3 ] |
| Rosja          | Jekaterynburg    | 2012           | 5      | 135–137, 139, 193 | [ 4 ] |
| Rosja          | Niżny Nowogród   | 2013           | 15     |                   | [ 5 ] |
| Rosja          | Nowosybirsk      | 2004           | 1      | 3303              | [ 6 ] |
| Rosja          | Petersburg       | 2011–2014      | 21     |                   | [ 7 ] |
| Rosja          | Rostów nad Donem | 2012           | 5      | 346–350           | [ 8 ] |
| Rosja          | Rubcowsk         | 2010           | 1      | 127               | [ 2 ] |
| Rosja          | Uljanowsk        | 2013           | 1      | 22                | [ 9 ] |
| Łączna liczba: | Łączna liczba:   | Łączna liczba: | 66     |                   |       |